# Albert Hay Malotte

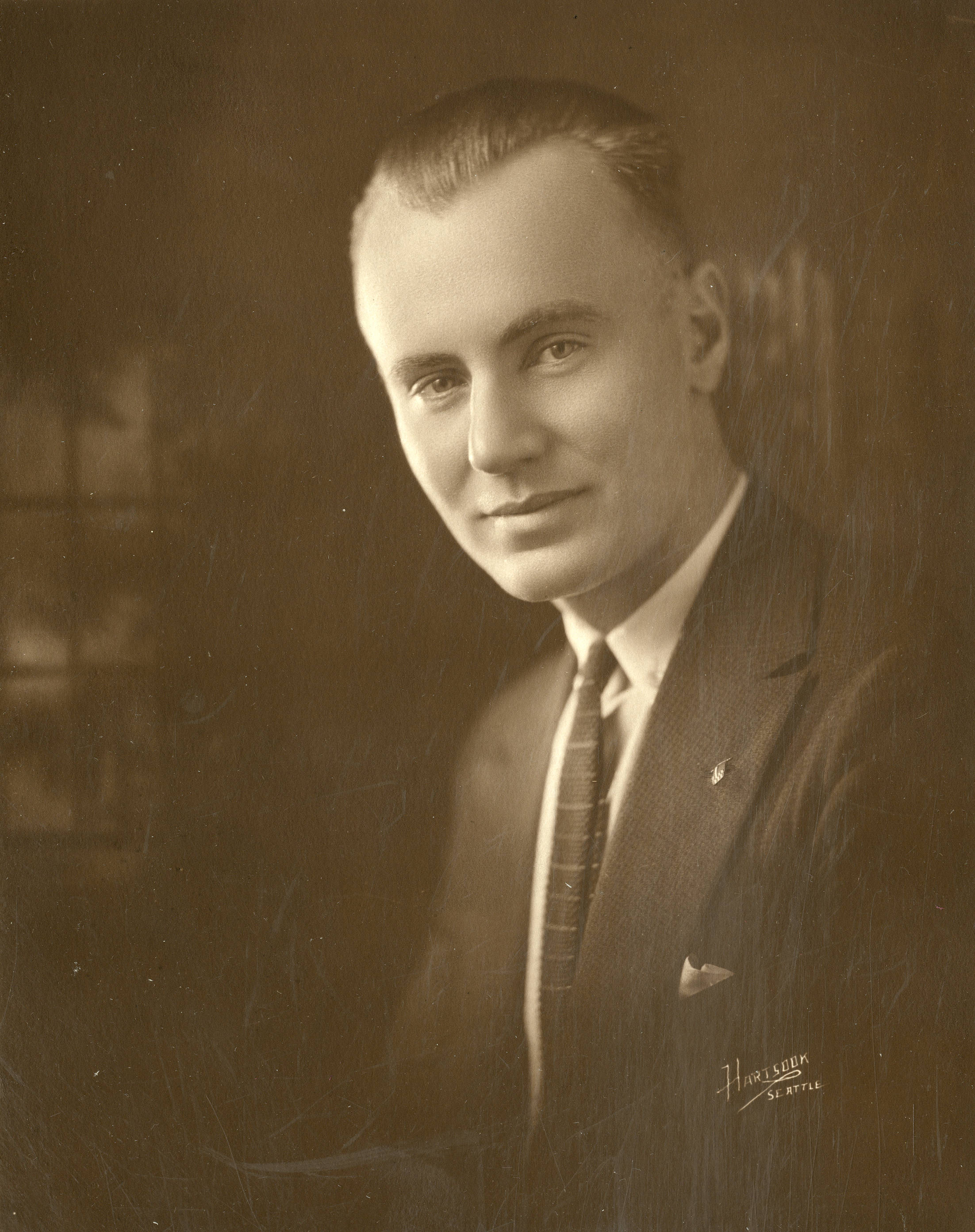
Albert Hay Malotte (1925)

Albert Hay Malotte (* 19. Mai 1895 in Philadelphia, Pennsylvania; † 16. November 1964 in Los Angeles, Kalifornien) war ein US-amerikanischer Pianist, Organist, Komponist und Erzieher.

## Leben und Wirken
Malotte studierte bei W. S. Stansfield und später in Paris bei Gordon Jacob. Er begann zunächst als Organist, wandte sich dann jedoch nach Hollywood, wo er seine meiste Zeit verbrachte. Er schrieb die Musik zu über 50 Filmen der 1930er und frühen 1940er Jahre.
Sein bekanntestes Werk ist jedoch die Vertonung des Vaterunsers („The Lord’s Prayer“) aus dem Jahr 1935. Das Werk, das heute von klassischen Sängern und Popsängern gleichermaßen geachtet wird und in zahlreichen Schallplattenaufnahmen vorliegt, war zunächst von den Verlegern Malottes abgelehnt worden. Schließlich nahm es der Bariton John Charles Thomas in sein Repertoire auf, wodurch es berühmt wurde. In den letzten Jahren wurde es bei den zahlreichen Benefizkonzerten anlässlich der Feierlichkeiten zum 11. September aufgeführt.
In vielfältiger Weise ist die Vertonung von „The Lord’s Prayer“ ein besonderes Meisterwerk. Es ist ziemlich einfach gehalten, melodisch, leicht singbar und konzentriert sich auf die fromme inhaltliche Einstellung. Die Komposition gehört neben „The Beatitudes“ und dem „23. Psalm“ zu den geistlichen Werken Malottes.
Die weltlichen Lieder Malottes, wie etwa „Ferdinand der Stier“ (aus dem gleichnamigen Disneyfilm von 1938, Regie Dick Rickard), „Für meine Mutter“ (nach einem Gedicht eines zwölfjährigen Jungen) und „Ich bin stolz, ein Amerikaner zu sein“ sind heute weniger bekannt. Einige seiner Arbeiten werden in der Bibliothek der Universität von Kalifornien in Los Angeles gesammelt. Das Grab Malottes befindet sich auf dem Hügelfriedhof in Hollywood.

## Filmografie (Auswahl)
- 1930: Solche Männer sind gefährlich (Such Men Are Dangerous)
- 1930: Born Reckless
- 1932: Das Mädchen von Calgary (The Girl from Calgary)
- 1935: Hi Gaucho
- 1937: Einsame Geister (Lonesome Ghosts)
- 1938: Tapferes kleines Schneiderlein (Brave Little Tailor)
- 1938: Ferdinand, der Stier (Ferdinand the Bull)
- 1940: Dr. Zyklop (Dr. Cyclops)
- 1940: Mystery Sea Raider
- 1941: Piraten auf zu Pferde (Pirates on Horseback)
- 1945: Der verzauberte Wald (The Enchanted Forest)
- 1959: Der Fischer von Galiläa (The Big Fisherman)